# إسماعيل بن عيسى العطار
أبو محمد إسماعيل بن عيسى العطار من رواة الحديث وهو ثقة. مات في شهر رمضان سنة اثنتين وثلاثين ومائتين.

## روايته للحديث النبوي
- سمع: إسماعيل بن زكريا الخلقاني، والمسيب بن شريك، وخلف بن خليفة، ومحمد بن الفضل بن عطية، وهياج بن بسطام، وداود بن الزبرقان، وزياد بن عبد الله البكائي، وطاهر بن عمرو النصيبي، وغيرهم.
- روى عن: أبي حذيفة إسحاق بن بشر البخاري " كتاب المبتدأ والفتوح "
- روى عنه: الحسن بن علوية القطان، وأحمد بن علي بن جابر البربهاري، ومحمد بن السري بن مهران، وإسماعيل بن الفضل البلخي.

الجرح والتعديل قال أبو الفتح الأزدي : ضعيف وقال الخطيب البغدادي: كان ثقة. وقال الذهبي: بغدادي صدوق.